# 267003 Burkert
267003 Burkert è un asteroide della fascia principale. Scoperto nel 1978, presenta un'orbita caratterizzata da un semiasse maggiore pari a 3,1874484 UA e da un'eccentricità di 0,2937766, inclinata di 26,28152° rispetto all'eclittica.